# Garrett L. Withers
Garrett Lee Withers, född 21 juni 1884 i Webster County, Kentucky, död 30 april 1953 i Bethesda, Maryland, var en amerikansk demokratisk politiker. Han representerade delstaten Kentucky i båda kamrarna av USA:s kongress, först i senaten 1949–1950 och sedan i representanthuset från 2 augusti 1952 fram till sin död.
Withers studerade juridik och inledde 1908 sin karriär som advokat i Kentucky.
Senator Alben W. Barkley avgick 1949 för att tillträda som USA:s vicepresident. Withers blev utnämnd till senaten och efterträddes följande år av Earle C. Clements.
Kongressledamot John A. Whitaker avled 15 december 1951 i ämbetet. Withers fyllnadsvaldes 1952 till representanthuset. Han avled själv 1953 i ämbetet och gravsattes på Odd Fellows Cemetery i Clay, Kentucky.